# 6 Hours of Spa-Francorchamps 2024

Tor Circuit de Spa-Francorchamps

6 Hours of Spa-Francorchamps 2024 (TotalEnergies 6 Hours of Spa-Francorchamps 2024) – długodystansowy wyścig samochodowy, który odbył się 11 maja 2024 roku na torze Circuit de Spa-Francorchamps jako trzecia runda sezonu 2024 serii FIA World Endurance Championship.

## Uczestnicy
Lista startowa została opublikowana 24 kwietnia i zawierała 37 zgłoszeń w dwóch kategoriach – 19 w klasie Hypercar i 18 w klasie LMGT3.
Z powodu konfliktu terminarzy z rundą Formuły E w Berlinie wyścig opuścili: Stoffel Vandoorne i Jean-Éric Vergne (obaj Peugeot TotalEnergies), Norman Nato (#12 Hertz Team Jota), Edoardo Mortara (#63 Lamborghini Iron Lynx) oraz Kelvin van der Linde (#78 Akkodis ASP Team). Nato, Vandoorne i Vergne nie zostali zastąpieni przez co załogi #12, #93 i #94 pojechały w składach dwuosobowych. Mortara został zastąpiony przez Andreę Caldarelliego, a Ritomo Miyata zastąpił van der Linde w Lexusie z numerem 78.
Rahel Frey zastąpiła Doriane Pin w załodze #85 Iron Dames. Starty w serii FRECA uniemożliwiły Pin wziąć udział w większości z pozostałych wyścigów sezonu FIA WEC.
Cadillac Racing po raz kolejny wystartował w składzie dwuosobowym z racji braku zakontraktowania trzeciego kierowcy na pełny sezon.
Jules Gounon ponownie zastąpił Ferdinanda Habsburga w załodze #35 Alpine Endurance Team. Habsburg wciąż nie zakończył rekonwalescencji po wypadku podczas testów na torze Motorland Aragón. Harry Tincknell opuścił tę rundę po decyzji Multimatic Motorsports o priorytetyzacji jego jazd dla Forda w IMSA SportsCar Championship. Z tego względu załoga #99 Proton Competition pojechała w dwuosobowym składzie: Julien Andlauer i Neel Jani.
Z powodu choroby Timur Bogusławskij opuścił ten wyścig, a jego zastępcą w obsadzie załogi #78 Akkodis ASP Team był Clemens Schmid.

## Harmonogram
| Dzień            | Godzina | Sesja                                     | Długość  |
| ---------------- | ------- | ----------------------------------------- | -------- |
| Czwartek, 9 maja | 11:30   | Pierwsza sesja treningowa                 | 90 minut |
| Czwartek, 9 maja | 17:30   | Druga sesja treningowa                    | 90 minut |
| Piątek, 10 maja  | 11:00   | Trzecia sesja treningowa                  | 60 minut |
| Piątek, 10 maja  | 14:45   | Sesja kwalifikacyjna – LMGT3              | 15 minut |
| Piątek, 10 maja  | 15:08   | Sesja kwalifikacyjna Hyperpole – LMGT3    | 12 minut |
| Piątek, 10 maja  | 15:30   | Sesja kwalifikacyjna – Hypercar           | 15 minut |
| Piątek, 10 maja  | 15:53   | Sesja kwalifikacyjna Hyperpole – Hypercar | 12 minut |
| Sobota, 11 maja  | 13:00   | Wyścig                                    | 6 godzin |
| Źródło           |         |                                           |          |

## Sesje treningowe
| Klasa          | Zespół                       | Samochód                      | Czas           | Okr.           |
| Sesja pierwsza | Sesja pierwsza               | Sesja pierwsza                | Sesja pierwsza | Sesja pierwsza |
| -------------- | ---------------------------- | ----------------------------- | -------------- | -------------- |
| Hypercar       | #50 Ferrari AF Corse         | Ferrari 499P                  | 2:05,690       | 34             |
| LMGT3          | #82 TF Sport                 | Corvette Z06 LMGT3.R          | 2:20,885       | 33             |
| Sesja druga    |                              |                               |                |                |
| Hypercar       | #6 Porsche Penske Motorsport | Porsche 963                   | 2:04,162       | 33             |
| LMGT3          | #78 Akkodis ASP Team         | Lexus RC F LMGT3              | 2:21,257       | 28             |
| Sesja trzecia  |                              |                               |                |                |
| Hypercar       | #6 Porsche Penske Motorsport | Porsche 963                   | 2:04,125       | 22             |
| LMGT3          | #92 Manthey PureRxcing       | Porsche 911 GT3 R LMGT3 (992) | 2:20,947       | 20             |

## Kwalifikacje
Pole position w każdej kategorii oznaczone jest pogrubieniem. Najszybsze okrążenie w sesjach kwalifikacyjnych również oznaczone jest pogrubieniem.
| Poz.   | Klasa    | Zespół                       | Kwalifikacje | Hyperpole | Poz. s. |
| ------ | -------- | ---------------------------- | ------------ | --------- | ------- |
| 1      | Hypercar | #5 Porsche Penske Motorsport | 2:02,675     | 2:03,107  | 1       |
| 2      | Hypercar | #2 Cadillac Racing           | 2:02,981     | 2:03,115  | 2       |
| 3      | Hypercar | #99 Proton Competition       | 2:02,947     | 2:03,314  | 3       |
| 4      | Hypercar | #12 Hertz Team JOTA          | 2:02,941     | 2:03,384  | 4       |
| 5      | Hypercar | #6 Porsche Penske Motorsport | 2:02,947     | 2:03,448  | 5       |
| 6      | Hypercar | #8 Toyota Gazoo Racing       | 2:02,586     | 2:03,572  | 6       |
| 7      | Hypercar | #35 Alpine Endurance Team    | 2:02,898     | 2:03,685  | 7       |
| 8      | Hypercar | #83 AF Corse                 | 2:02,876     | 2:04,048  | 8       |
| 9      | Hypercar | #20 BMW M Team WRT           | 2:02,917     | 2:04,062  | 9       |
| 10     | Hypercar | #51 Ferrari AF Corse         | 2:03,002     |           | 10      |
| 11     | Hypercar | #36 Alpine Endurance Team    | 2:03,186     | 11        |         |
| 12     | Hypercar | #15 BMW M Team WRT           | 2:03,408     | 12        |         |
| 13     | Hypercar | #93 Peugeot TotalEnergies    | 2:03,616     | 13        |         |
| 14     | Hypercar | #7 Toyota Gazoo Racing       | 2:03,738     | 14        |         |
| 15     | Hypercar | #94 Peugeot TotalEnergies    | 2:03,898     | 15        |         |
| 16     | Hypercar | #63 Lamborghini Iron Lynx    | 2:04,426     | 16        |         |
| 17     | Hypercar | #38 Hertz Team JOTA          | 2:04,553     | 17        |         |
| 18     | Hypercar | #11 Isotta Fraschini         | 2:05,953     | 18        |         |
| 19     | LMGT3    | #85 Iron Dames               | 2:20,527     | 2:20,755  | 20      |
| 20     | LMGT3    | #46 Team WRT                 | 2:21,233     | 2:21,138  | 21      |
| 21     | LMGT3    | #91 Manthey EMA              | 2:21,259     | 2:21,285  | 22      |
| 22     | LMGT3    | #59 United Autosports        | 2:22,292     | 2:21,293  | 23      |
| 23     | LMGT3    | #27 Heart Of Racing Team     | 2:21,368     | 2:21,350  | 24      |
| 24     | LMGT3    | #54 Vista AF Corse           | 2:22,307     | 2:21,583  | 25      |
| 25     | LMGT3    | #81 TF Sport                 | 2:21,766     | 2:22,215  | 26      |
| 26     | LMGT3    | #92 Manthey PureRxcing       | 2:21,377     | –         | 27      |
| 27     | LMGT3    | #78 Akkodis ASP Team         | 2:22,320     | –         | 28      |
| 28     | LMGT3    | #88 Proton Competition       | 2:22,485     |           | 29      |
| 29     | LMGT3    | #77 Proton Competition       | 2:22,558     | 30        |         |
| 30     | LMGT3    | #31 Team WRT                 | 2:23,042     | 31        |         |
| 31     | LMGT3    | #55 Vista AF Corse           | 2:23,091     | 32        |         |
| 32     | LMGT3    | #777 D'Station Racing        | 2:23,094     | 33        |         |
| 33     | LMGT3    | #82 TF Sport                 | 2:23,527     | 34        |         |
| 34     | LMGT3    | #87 Akkodis ASP Team         | 2:25,021     | 35        |         |
| 35     | LMGT3    | #60 Iron Lynx                | 2:25,396     | 36        |         |
| DK     | Hypercar | #50 Ferrari AF Corse         | 2:02,462     | 2:02,600  | 19      |
| DK     | LMGT3    | #95 United Autosports        | 2:21,774     | 2:21,092  | 37      |
| Źródła |          |                              |              |           |         |

1. ↑  Załoga #50 Ferrari AF Corse została zdyskwalifikowana za to, że jej auto było lżejsze od minimalnej wagi[11].
2. ↑  Załoga #95 United Autosports została zdyskwalifikowana za to, że jej auto było lżejsze od minimalnej wagi[11].

## Wyścig

### Wyniki
Minimum do bycia sklasyfikowanym (70 procent dystansu pokonanego przez zwycięzców wyścigu) wyniosło 98 okrążeń. Zwycięzcy klas są oznaczeni pogrubieniem.
| Poz.          | Klasa                        | Zespół                                                | Kierowcy                                              | Samochód                       | Opony | Okr. | Czas/Strata  |
| ------------- | ---------------------------- | ----------------------------------------------------- | ----------------------------------------------------- | ------------------------------ | ----- | ---- | ------------ |
| 1             | Hypercar                     | #12 Hertz Team JOTA                                   | Will Stevens Callum Ilott                             | Porsche 963                    | M     | 141  | 5:57:31,542  |
| 2             | Hypercar                     | #6 Porsche Penske Motorsport                          | Kévin Estre André Lotterer Laurens Vanthoor           | Porsche 963                    | M     | 141  | +12,363      |
| 3             | Hypercar                     | #50 Ferrari AF Corse                                  | Antonio Fuoco Miguel Molina Nicklas Nielsen           | Ferrari 499P                   | M     | 141  | +1:14,020    |
| 4             | Hypercar                     | #51 Ferrari AF Corse                                  | Alessandro Pier Guidi James Calado Antonio Giovinazzi | Ferrari 499P                   | M     | 141  | +1:17,710    |
| 5             | Hypercar                     | #99 Proton Competition                                | Neel Jani Julien Andlauer                             | Porsche 963                    | M     | 141  | +1:26,326    |
| 6             | Hypercar                     | #8 Toyota Gazoo Racing                                | Sébastien Buemi Brendon Hartley Ryō Hirakawa          | Toyota GR010 Hybrid            | M     | 141  | +1:34,955    |
| 7             | Hypercar                     | #7 Toyota Gazoo Racing                                | Mike Conway Kamui Kobayashi Nyck de Vries             | Toyota GR010 Hybrid            | M     | 141  | +1:38,331    |
| 8             | Hypercar                     | #83 AF Corse                                          | Robert Kubica Robert Szwarcman Yifei Ye               | Ferrari 499P                   | M     | 141  | +1:49,162    |
| 9             | Hypercar                     | #35 Alpine Endurance Team                             | Paul-Loup Chatin Jules Gounon Charles Milesi          | Alpine A424                    | M     | 141  | +2:07,089    |
| 10            | Hypercar                     | #93 Peugeot TotalEnergies                             | Mikkel Jensen Nico Müller                             | Peugeot 9X8                    | M     | 140  | +1 okrążenie |
| 11            | Hypercar                     | #15 BMW M Team WRT                                    | Dries Vanthoor Raffaele Marciello Marco Wittmann      | BMW M Hybrid V8                | M     | 140  | +1 okrążenie |
| 12            | Hypercar                     | #36 Alpine Endurance Team                             | Nicolas Lapierre Mick Schumacher Matthieu Vaxivière   | Alpine A424                    | M     | 140  | +1 okrążenie |
| 13            | Hypercar                     | #20 BMW M Team WRT                                    | Sheldon van der Linde Robin Frijns René Rast          | BMW M Hybrid V8                | M     | 140  | +1 okrążenie |
| 14            | Hypercar                     | #94 Peugeot TotalEnergies                             | Paul di Resta Loïc Duval                              | Peugeot 9X8                    | M     | 139  | +2 okrążenia |
| 15            | Hypercar                     | #11 Isotta Fraschini                                  | Antonio Serravalle Carl Bennett Jean-Karl Vernay      | Isotta Fraschini Tipo 6-C      | M     | 138  | +3 okrążenia |
| 16            | LMGT3                        | #91 Manthey EMA                                       | Yasser Shahin Morris Schuring Richard Lietz           | Porsche 911 GT3 R LMGT3 (992)  | G     | 130  | +11 okrążeń  |
| 17            | LMGT3                        | #92 Manthey PureRxcing                                | Alaksandr Małychin Joel Sturm Klaus Bachler           | Porsche 911 GT3 R LMGT3 (992)  | G     | 130  | +11 okrążeń  |
| 18            | LMGT3                        | #60 Iron Lynx                                         | Claudio Schiavoni Matteo Cressoni Franck Perera       | Lamborghini Huracán LMGT3 Evo2 | G     | 130  | +11 okrążeń  |
| 19            | LMGT3                        | #59 United Autosports                                 | James Cottingham Nicolas Costa Grégoire Saucy         | McLaren 720S LMGT3 Evo         | G     | 130  | +11 okrążeń  |
| 20            | LMGT3                        | #85 Iron Dames                                        | Sarah Bovy Rahel Frey Michelle Gatting                | Lamborghini Huracán LMGT3 Evo2 | G     | 130  | +11 okrążeń  |
| 21            | LMGT3                        | #54 Vista AF Corse                                    | Thomas Flohr Francesco Castellacci Davide Rigon       | Ferrari 296 LMGT3              | G     | 130  | +11 okrążeń  |
| 22            | LMGT3                        | #777 D'Station Racing                                 | Clément Mateu Erwan Bastard Marco Sørensen            | Aston Martin Vantage AMR LMGT3 | G     | 130  | +11 okrążeń  |
| 23            | LMGT3                        | #88 Proton Competition                                | Giorgio Roda Mikkel Pedersen Dennis Olsen             | Ford Mustang LMGT3             | G     | 130  | +11 okrążeń  |
| 24            | LMGT3                        | #77 Proton Competition                                | Ryan Hardwick Zacharie Robichon Benjamin Barker       | Ford Mustang LMGT3             | G     | 130  | +11 okrążeń  |
| 25            | LMGT3                        | #78 Akkodis ASP Team                                  | Arnold Robin Clemens Schmid Ritomo Miyata             | Lexus RC F LMGT3               | G     | 129  | +12 okrążeń  |
| 26            | LMGT3                        | #27 Heart Of Racing Team                              | Ian James Daniel Mancinelli Alex Riberas              | Aston Martin Vantage AMR LMGT3 | G     | 129  | +12 okrążeń  |
| 27            | LMGT3                        | #82 TF Sport                                          | Hiroshi Koizumi Sébastien Baud Daniel Juncadella      | Corvette Z06 LMGT3.R           | G     | 129  | +12 okrążeń  |
| 28            | LMGT3                        | #55 Vista AF Corse                                    | François Hériau Simon Mann Alessio Rovera             | Ferrari 296 LMGT3              | G     | 129  | +12 okrążeń  |
| 29            | LMGT3                        | #87 Akkodis ASP Team                                  | Takeshi Kimura Esteban Masson José María López        | Lexus RC F LMGT3               | G     | 128  | +13 okrążeń  |
| Nie ukończyli |                              |                                                       |                                                       |                                |       |      |              |
|               | Hypercar                     | #2 Cadillac Racing                                    | Earl Bamber Alex Lynn                                 | Cadillac V-Series.R            | M     | 95   |              |
| LMGT3         | #31 Team WRT                 | Darren Leung Sean Gelael Augusto Farfus               | BMW M4 LMGT3                                          | G                              | 87    |      |              |
| Hypercar      | #5 Porsche Penske Motorsport | Matt Campbell Michael Christensen Frédéric Makowiecki | Porsche 963                                           | M                              | 64    |      |              |
| Hypercar      | #63 Lamborghini Iron Lynx    | Mirko Bortolotti Andrea Caldarelli Daniił Kwiat       | Lamborghini SC63                                      | M                              | 59    |      |              |
| LMGT3         | #95 United Autosports        | Josh Caygill Nico Pino Marino Satō                    | McLaren 720S LMGT3 Evo                                | G                              | 59    |      |              |
| LMGT3         | #81 TF Sport                 | Tom van Rompuy Rui Andrade Charlie Eastwood           | Corvette Z06 LMGT3.R                                  | G                              | 56    |      |              |
| Hypercar      | #38 Hertz Team JOTA          | Jenson Button Philip Hanson Oliver Rasmussen          | Porsche 963                                           | M                              | 37    |      |              |
| LMGT3         | #46 Team WRT                 | Ahmad Al Harthy Valentino Rossi Maxime Martin         | BMW M4 LMGT3                                          | G                              | 33    |      |              |

1. ↑  Załoga #7 Toyota Gazoo Racing została ukarana za spowodowanie kolizji. Otrzymała za to karę czasową w wysokości 5 sekund[12].
2. ↑  Załoga #85 Iron Dames została ukarana za spowodowanie kolizji z autem #92. Otrzymała za to karę czasową w wysokości 5 sekund[14].
3. ↑  Załoga #88 Proton Competition została ukarana za niebezpieczny wyjazd z miejsca postojowego w alei serwisowej. Otrzymała za to karę czasową w wysokości 5 sekund[12].
4. ↑  Białorusini i Rosjanie nie mogą startować pod flagami swoich państw zgodnie z wymogami FIA, które zostały wprowadzone po inwazji Rosji na Ukrainę[13].

### Statystyki

#### Najszybsze okrążenie
| Klasa    | Kierowca        | Zespół                 | Czas     | Okr. |
| -------- | --------------- | ---------------------- | -------- | ---- |
| Hypercar | Julien Andlauer | #99 Proton Competition | 2:06,459 | 103  |
| LMGT3    | Sébastien Baud  | #82 TF Sport           | 2:21,525 | 93   |
| Źródło   |                 |                        |          |      |